# Pecilotèrmia

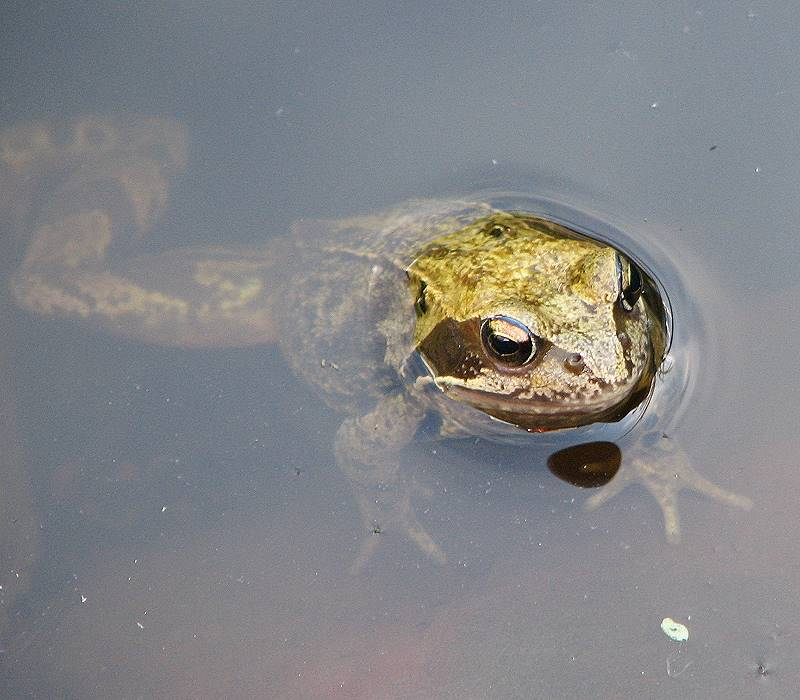
La granota és un animal peciloterm.

La pecilotèrmia (forma preferent) o poiquilotèrmia és la condició d'un organisme la temperatura del qual varia considerablament. Aquest terme s'oposa a l'homeotèrmia que és quan un organisme manté l'homeostasi tèrmica. Normalment la variació de temperatura és conseqüència de la variació de la temperatura ambient. Molts ectoterms terrestres són pecilotèrmics. Tanmateix alguns ectotèrmics romanen en ambients amb una temperatura constant fins al punt que són capaços de mantenir realment una temperatura interna constant (és a dir, que són homeoterms). És aquesta distinció la que sovint fa el terme "pecilotèrmia" més útil que l'expressió vernacular "de sang freda", la qual sovint es fa servir per referir-se als ectoterms de manera més general. Els animals peciloterms inclouen tipus d'animals vertebrats, específicament peixos, amfibis i rèptils, com també molts animals invertebrats. La rata talp nua és l'únic mamífer pecilotèrmic.

## Etimologia
Aquest terme deriva del grec, poikilos (ποικίλος), que significa "variada"; i thermos (θερμός), que significa "calor".

## Fisiologia

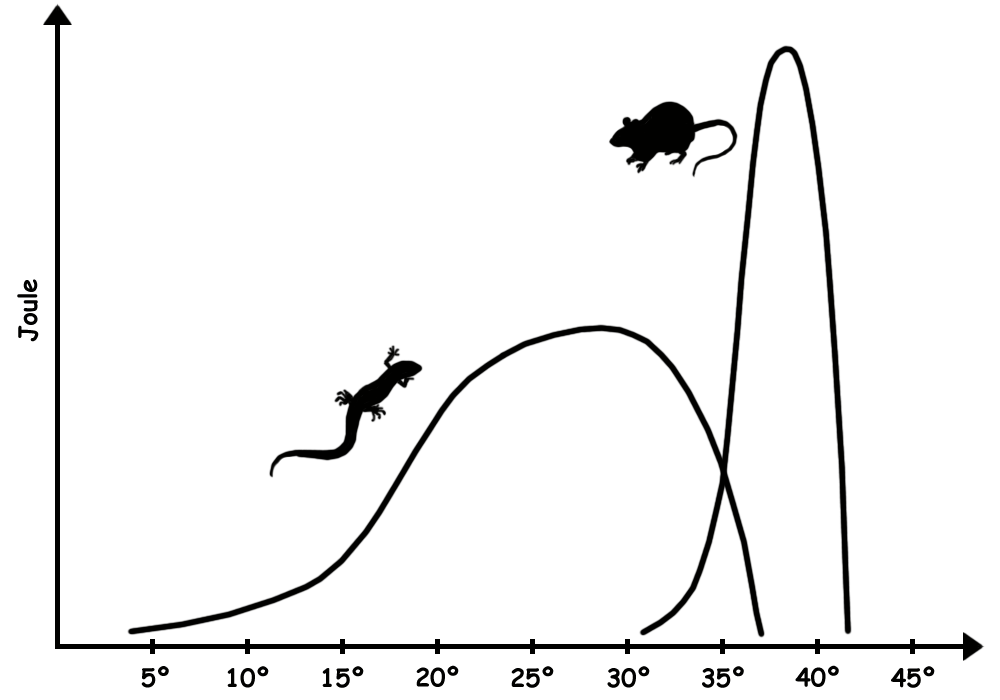
Sortida d'energia d'un peciloterm (un llangardaix) i un homeoterm (un ratolí) com a funció de la temperatura corporal.

Per a una reacció química important, els peciloterms poden tenir de 4 a 10 sistemes d'enzims que operin a diferents temperatures. Com a resultat els peciloterms sovint tenen genomes més grans i més complexos que els homeoterms en el mateix nínxol ecològic. La granota és un exemple notable d'aquest efecte.
Pel fet que el seu metabolisme és variable i generalment per sota dels animals homeotèrmics, les activitats sostingudes que requereixen molta energia com el vol amb despesa d'energia en grans animals o la de tenir un cervell gros són fora de l'abast dels animals peciloterms. El metabolisme dels peciloterms afavoreix les estratègies com ara romandre a l'aguait de les preses en lloc de perseguir-les, pel cost energètic que això representaria. Com que no fan servir el seu metabolisme per escalfar-se o refredar-se, els requeriments d'energia total al llarg del temps és baix. Per a un mateix pes corporal, els peciloterms necessiten una mitjana d'una desena part de l'energia que necessiten els homeoterms.

## Adaptacions en els peciloterms
- Algunes adaptacions són de comportament. Els llangardaixos i les serps prenen el sol a principi del matí i al vespre, i busquen refugi al voltant del migdia.
- Els monticles dels tèrmits acostumen a estar orientats en una direcció nord-sud per la qual cosa absorbeixen tanta calor com sigui possible a l'alba i al capvespre i minimitzen l'absorció de calor al voltant del migdia.
- Els túnids (família de la tonyina) són capaços d'escalfar tot el cos a través d'un mecanisme d'intercanvi de calor anomenada rete mirabile, que els ajuda a mantenir la calor dins del cos, i redueix al mínim la pèrdua de calor a través de les ganyes. Ells també tenen els seus músculs nedant prop del centre del seu cos en lloc de prop de la superfície, la qual cosa minimitza la pèrdua de calor.
- La Gigantotèrmia consisteix a utilitzar una baixa proporció de superfície i volum per minimitzar la pèrdua de calor, com en les tortugues marines.

## Nínxol ecològic
Per a un peciloterm és fàcil comparativament acumular suficient energia per a reproduir-se. Dins un mateix nínxol ecològic, els peciloterms sovint tenen la durada de les generacions més curta que els homeoterms; setmanes en lloc d'anys. Tal cosa s'aplica fins i tot en animals amb papers ecològics similars com els gats i les serps.
Aquesta diferència en requeriment energètic també significa que un nínxol donat d'un sistema ecològic donat pot suportar més densitat d'animals pecilotèrmics que d'homeotèrmics. Això queda reflectit en la relació predador/presa que normalment és més alta en la fauna pecilotèrmica que en la homeotèrmica. Tanmateix, en un nínxol donat, els homeoterms sovint porten els seus competidors pecilotèrmics a l'extinció perquè els homeoterms poden recollir aliment per una fracció més gran de cada dia. Per exemple, la hiena sovint caça de nit i en canvi els peciloterms normalment no poden fer-ho.
Els peciloterms tenen èxit en alguns nínxols, com les illes i les deserts càlids, o en bioregions diferenciades (com la Conca de l'Amazones). Aquest biomes sovint no tenen prou aliments per suportar una població viable d'homeoterms que criïn. En aquests nínxols els peciloterms com els grans llangardaixos, crancs i granotes substitueixen els homeoterms com són els ocells i els mamífers.

## En medicina
En medicina, la pèrdua de la termoregulació normal en els humans es coneix també com a pecilotèrmia. Això normalment s'observa en relació amb drogues sedants i hipnòtiques. Per exemple, barbitúrics, etanol, i hidrat de cloral poden tenir aquest efecte.